# Hatsukaichi

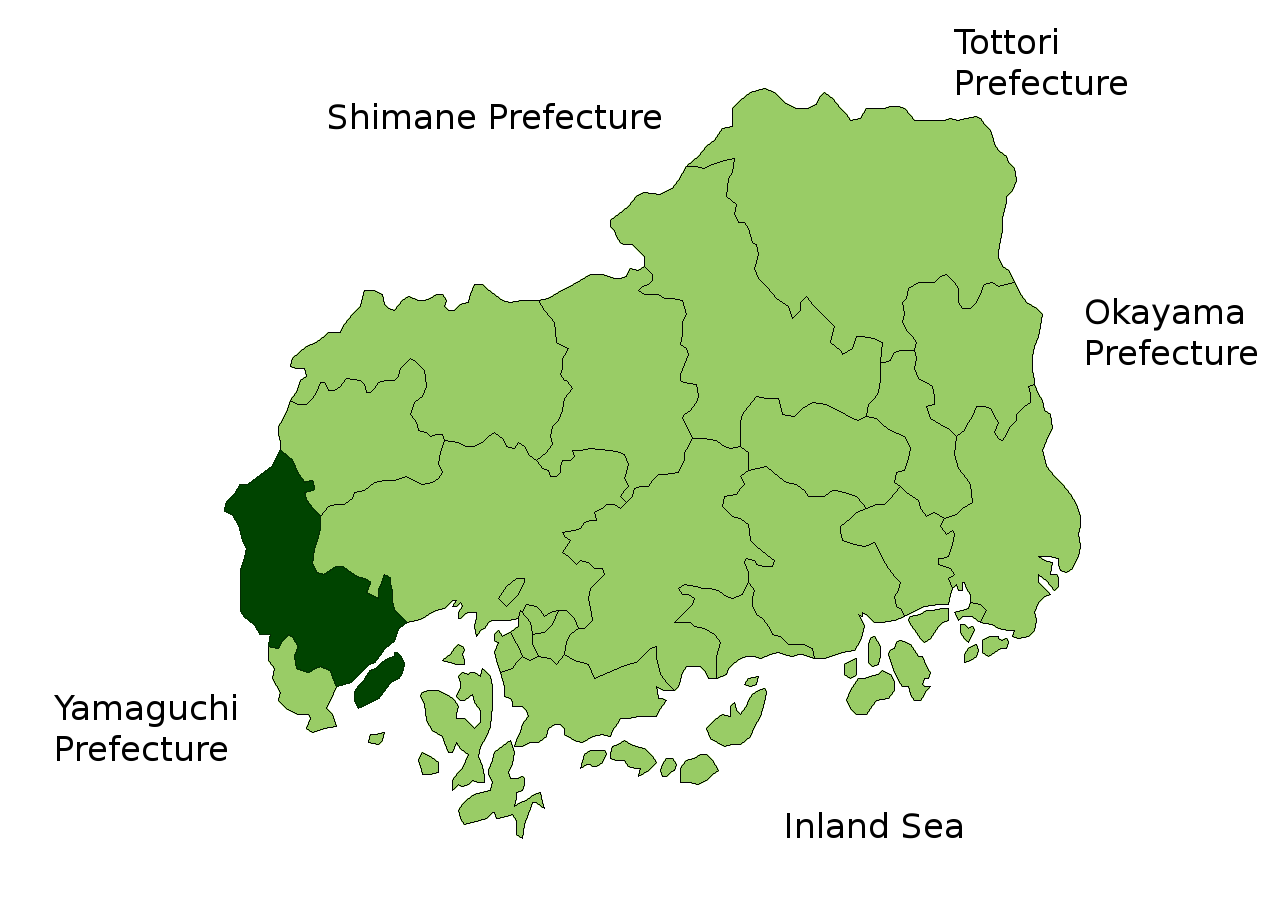

Hatsukaichi (廿日市市 Hatsukaichi-shi?) este un municipiu din Japonia, prefectura Hiroshima.